# جوز أسود
جوز أسود (الاسم العلمي: Juglans nigra) هو نوع من النباتات يتبع جنس الجوز من الفصيلة الجوزية. شجرته كبيرة القد تعلو من 30 إلى 50 م. أوراقه مركبة وريقاتها من 15 17، نصلها أمرد الصفحة العليا، أزغب السفلى مسننة الحافة ضعيفة الرائحة الخاصة. ثماره مأكولة شبه مستديرة قرفتها لاصقة تتفكك بعد يباسها التام، قشرتها الخشبية جامدة. لبابها لذيذة الطعم. خشبه شديدة السمرة فاخر الصنف.

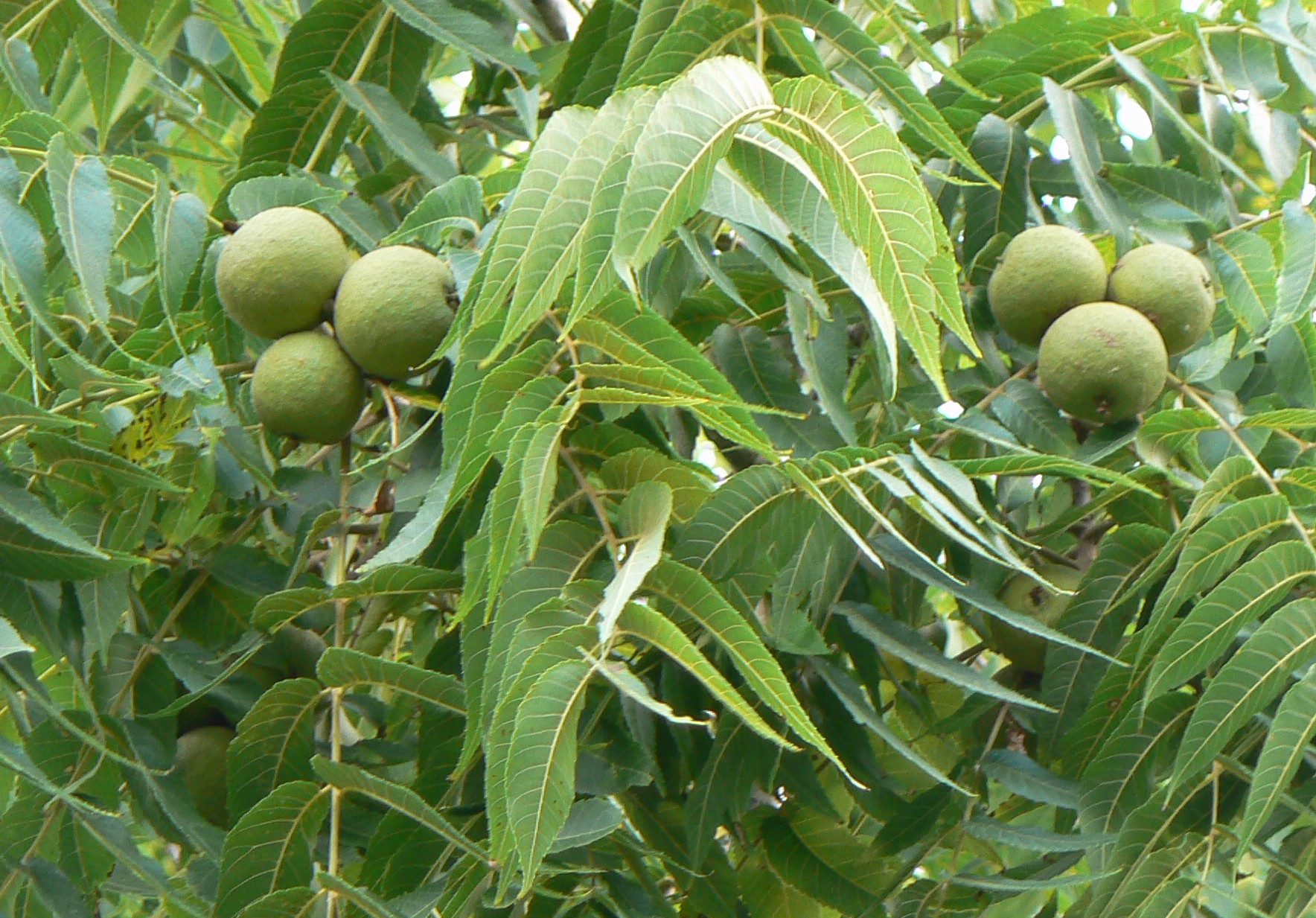
ثمار وأوراق الجوز الأسود

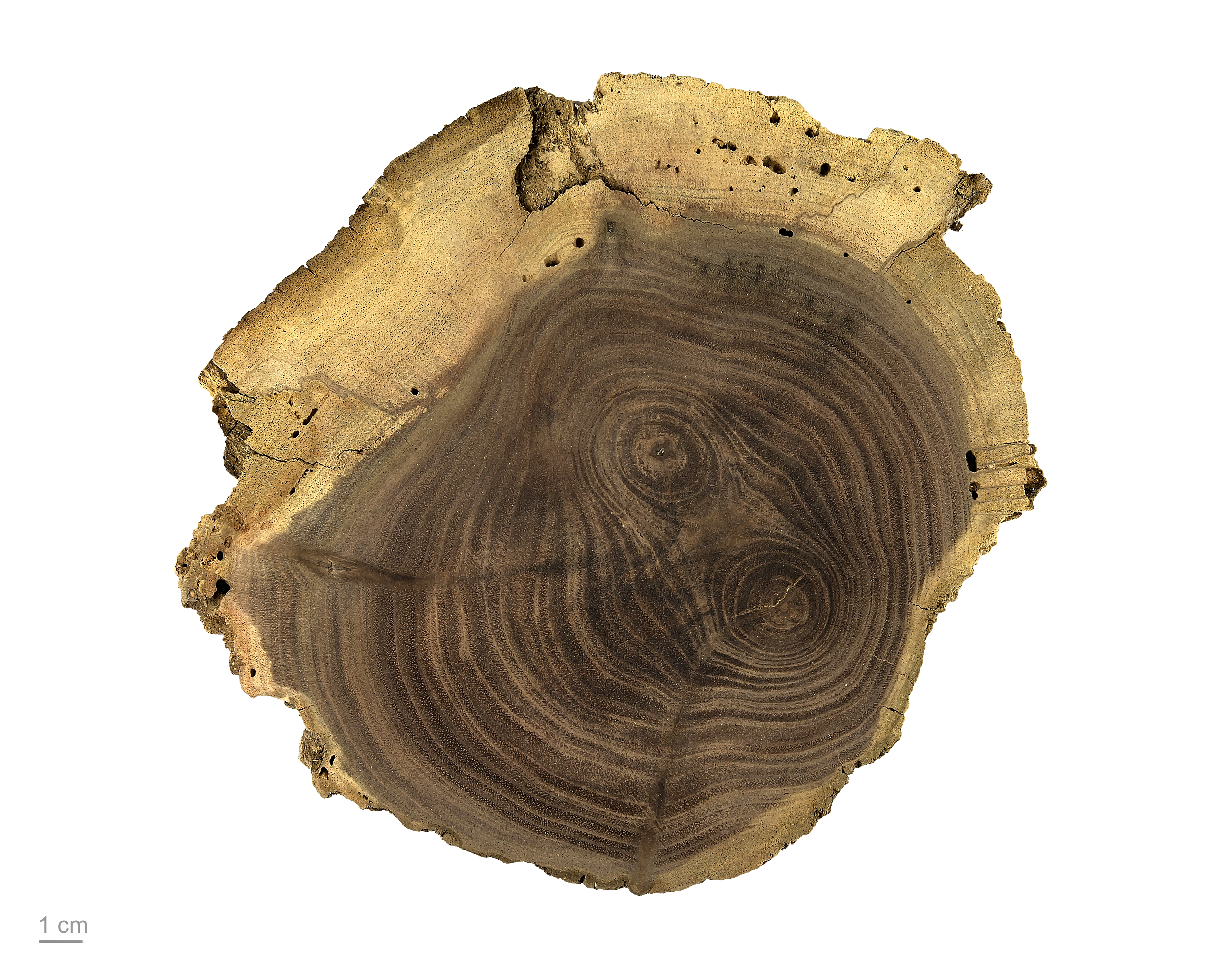
خشب الجوز الأسود